# USS Oriskany (CV-34)
El USS Oriskany (CV/CVA-34) fue un portaaviones de la clase Essex completado poco después de la Segunda Guerra Mundial para la Armada de los Estados Unidos. Fue el primer buque de la Armada en llevar este nombre en honor a la batalla de Oriskany durante la guerra de Independencia de Estados Unidos.

## Historial operativo

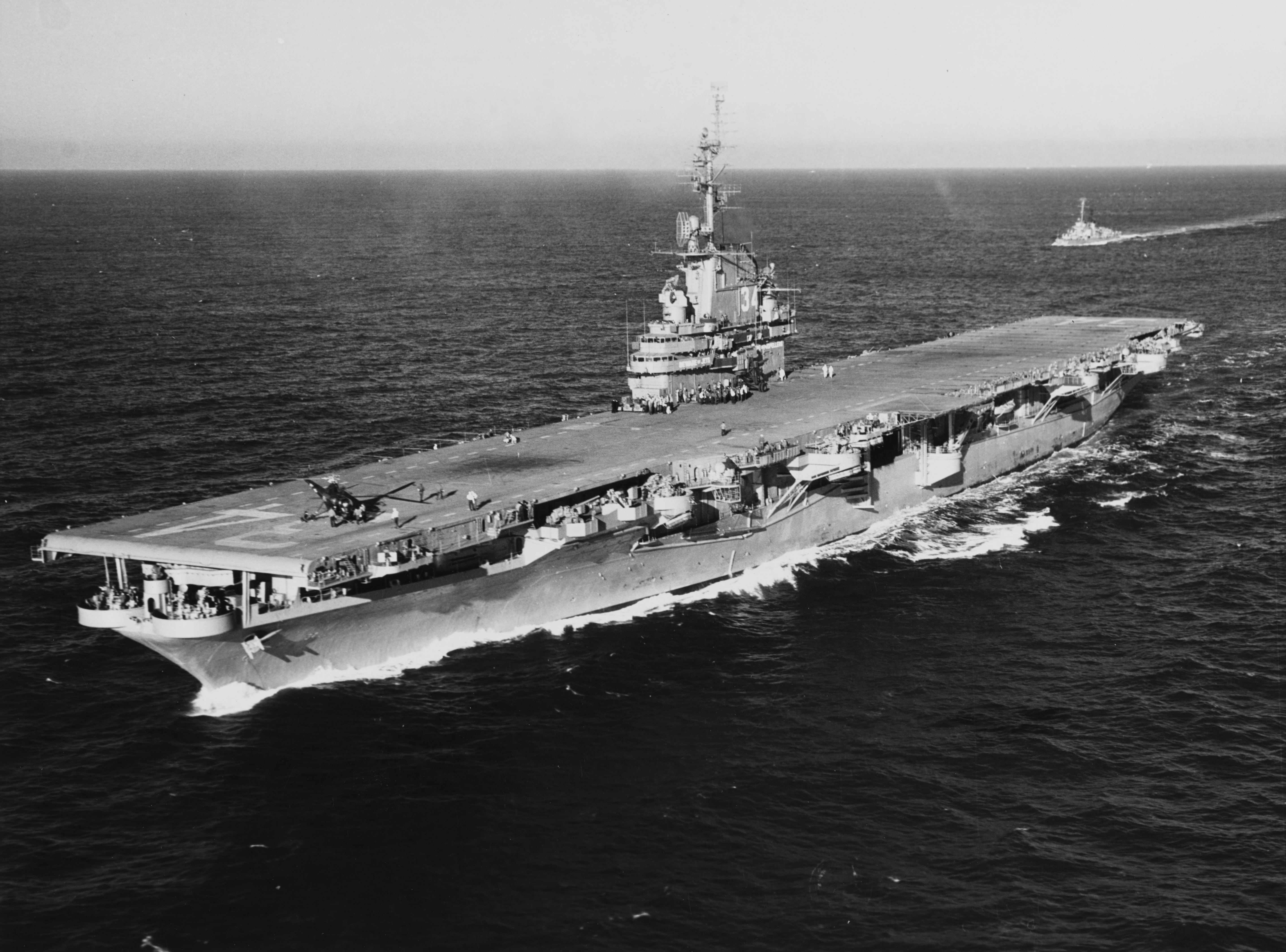
USS Oriskany navegando en 1950

La historia del Oriskany difiere considerablemente de la de sus gemelos. Originalmente diseñado como una portaaviones clase Essex de "casco largo" (considerado por algunas autoridades como clase separada, la clase Ticonderoga) su construcción fue suspendida en 1947. Finalmente fue asignado en 1950 después de su conversión a un diseño actualizado llamado SCB-27, que se convirtió en el modelo para la modernización de otros 14 portaaviones clase Essex. El Oriskany fue el último buque de la clase completado.
Operó principalmente en el Pacífico en la década de 1970, ganando dos estrellas de combate por su servicio en la guerra de Corea y cinco por el servicio en Vietnam. En 1966 uno de los peores incendios a bordo desde la Segunda Guerra Mundial estalló en Oriskany cuando una bengala de magnesio se encendió accidentalmente, cuarenta y cuatro hombres murieron en el incendio.
La historia post-servicio del Oriskany también difiere considerablemente a la de sus gemelos. Fue dado de baja en 1976 y vendido para su desguace en 1995, pero fue reposeído en 1997 debido a la falta de progreso en el desguace. En 2004 se decidió hundirlo como arrecife artificial frente a las costas de Florida en el golfo de México. Después de mucha revisión ambiental y saneamiento para eliminar las sustancias tóxicas, fue hundido cuidadosamente en mayo de 2006, asentándose en posición horizontal a una profundidad accesible para el buceo recreativo. A partir de 2008 el Oriskany es el buque más grande jamás hundido para hacer un arrecife.
Este portaaviones fue utilizado en la película "Los puentes de Toko - Ri, interpretada por William Holden y Grace Kelly, en la parte final, al rescate del Teniente Brubaker, al cual interpreta dicho actor, al caer con su avión naval Panther de la US Navy.

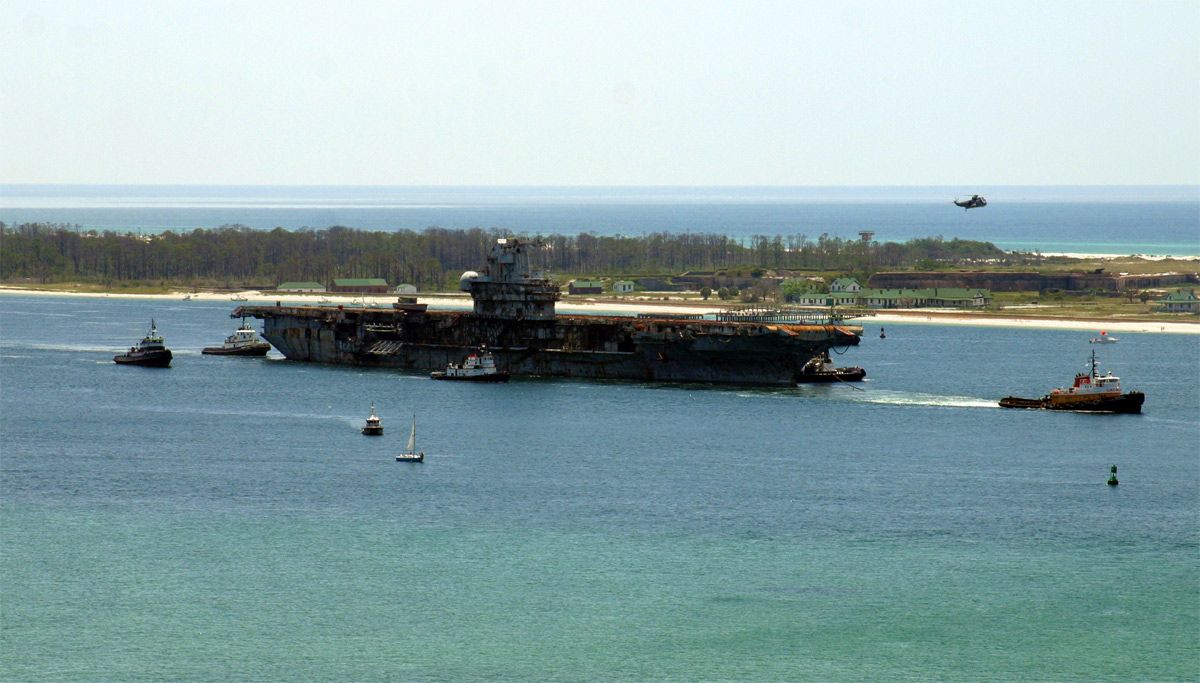
Oriskany sale por última vez de puerto rumbo al Golfo de México para convertirse en un arrecife artificial.
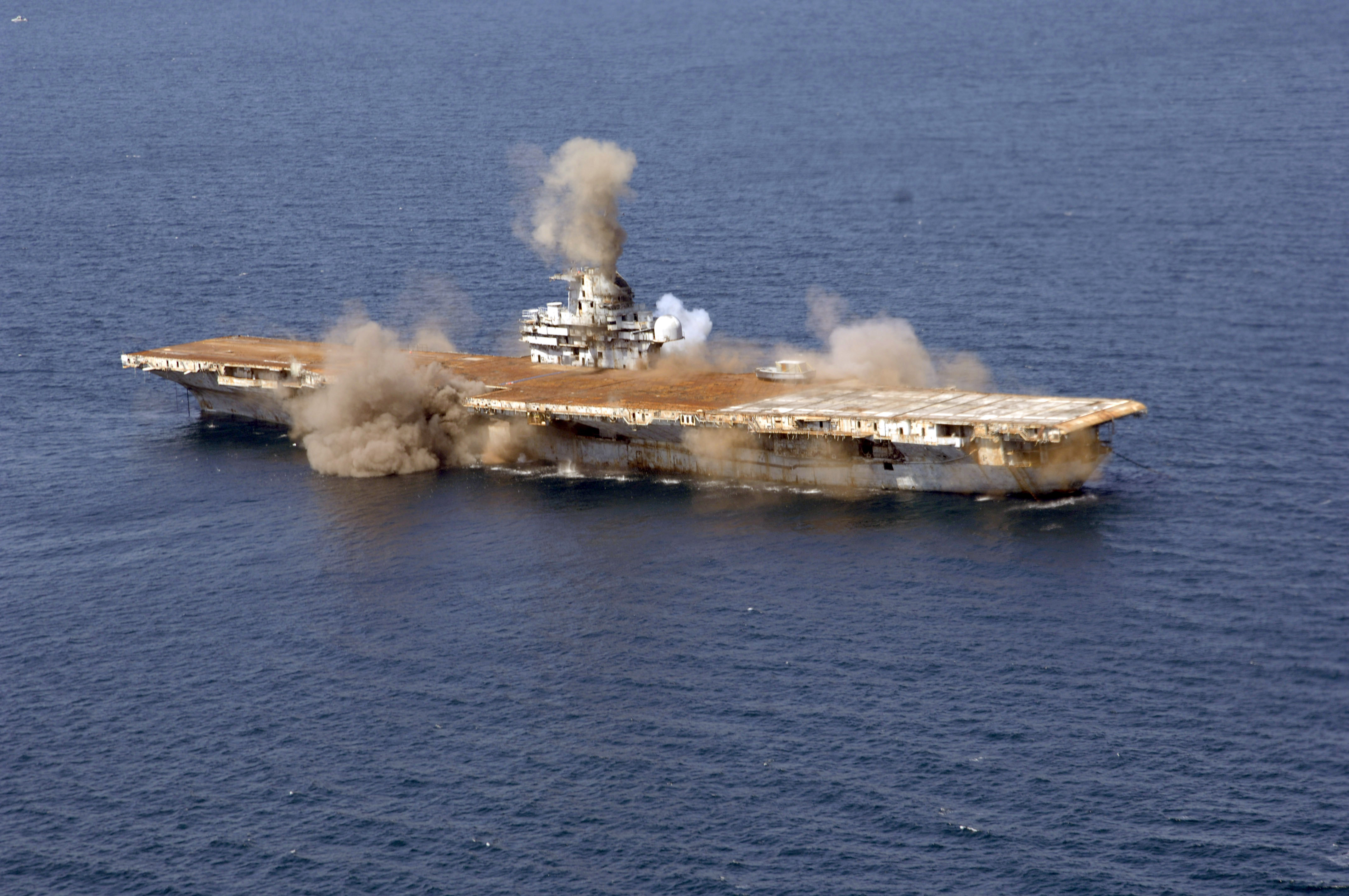
Detonaciones a bordo del Oriskany
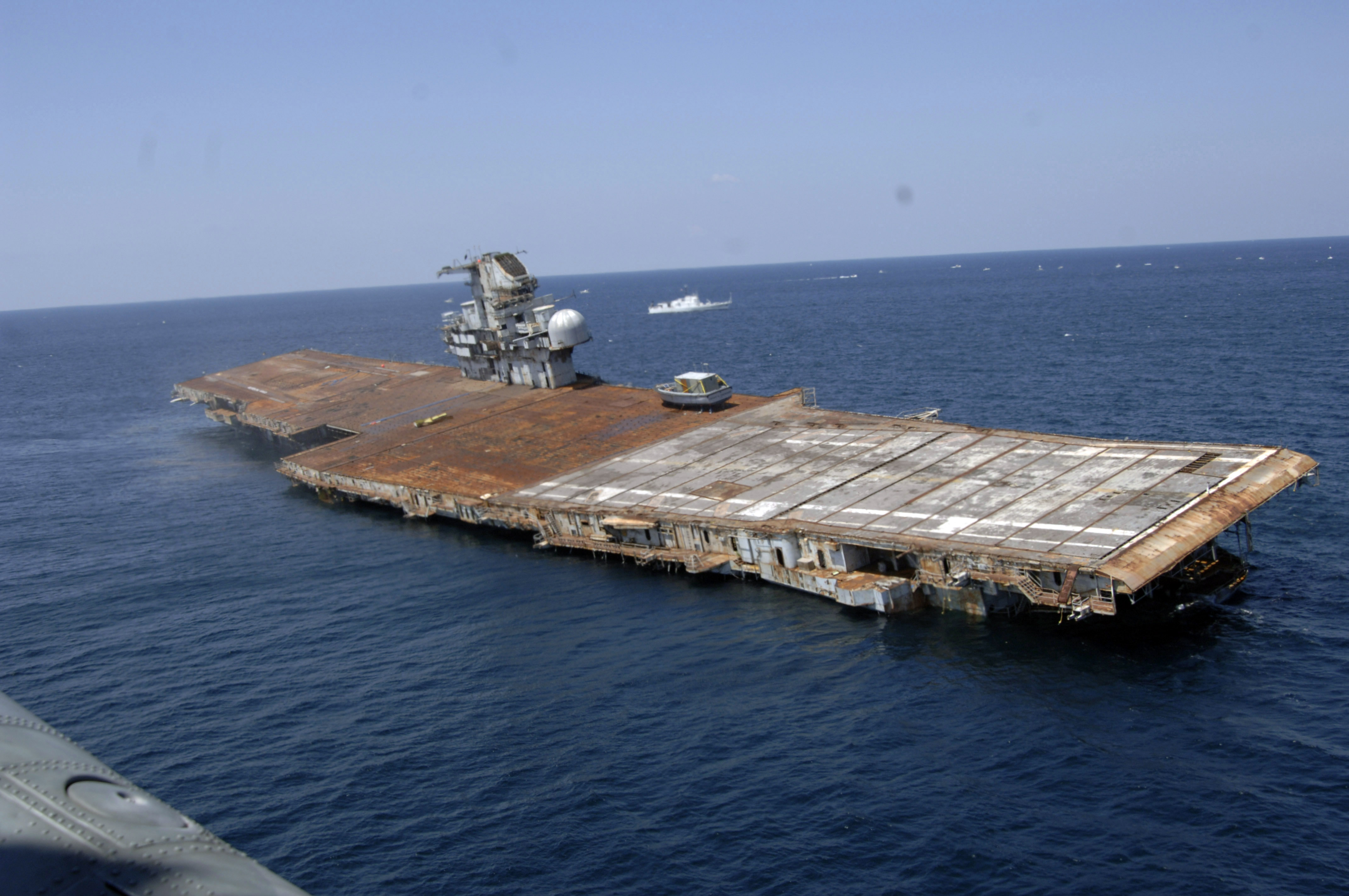
Comenzando a hundirse
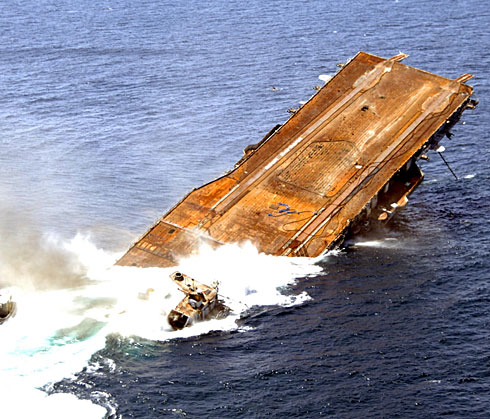
Oriskany se desliza bajo las olas.
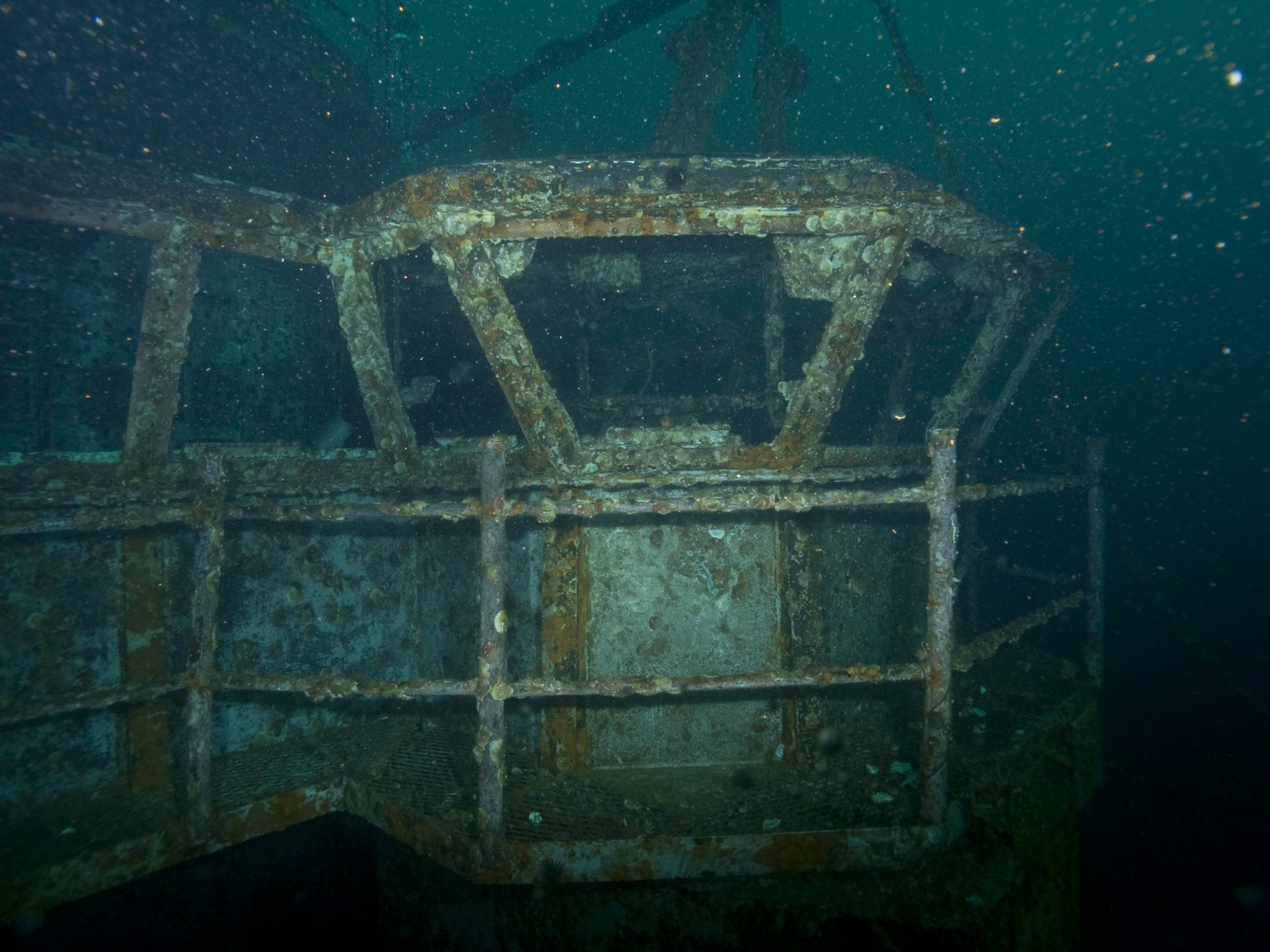
Control de vuelo principal de Oriskany, fotografiado en julio de 2008